# Dramat w głębinach

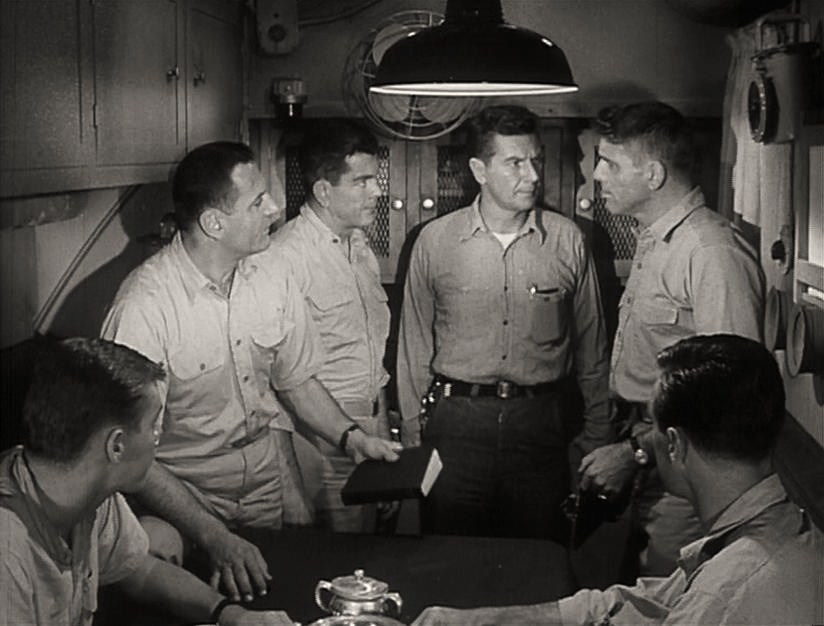
Scena z filmu

Dramat w głębinach (Run Silent, Run Deep) – amerykański film wojenny z 1958 roku w reżyserii Roberta Wise’a, oparty na powieści Run Silent, Run Deep Edwarda L. Beach Jr.

## Fabuła
II wojna światowa, Pacyfik. Komandor Richardson (Clark Gable), którego okręt zatopili Japończycy, chce się za wszelką cenę odegrać na wrogu. Nie liczy się przy tym w ogóle ze zdaniem załogi. W konsekwencji dochodzi do buntu, na czele którego staje porucznik Jim Bledsoe (Burt Lancaster).

## Obsada
- Clark Gable – komandor P.J. „Rich” Richardson
- Burt Lancaster – porucznik Jim Bledsoe
- Jack Warden – „Kraut” Mueller
- Brad Dexter - porucznik Gerald Cartwright
- Don Rickles - kwatermistrz Ruby
- Nick Cravat - Russo

## Produkcja
Podwodne ujęcia kręcone były z wykorzystaniem miniatur w Południowej Kalifornii.